# IT.A.CÀ - Festival del turismo responsabile
IT.A.CÀ Festival del Turismo Responsabile è un evento italiano diffuso a cadenza annuale dedicato al turismo responsabile e sostenibile. Si tratta del primo e al momento unico Festival in Italia interamente dedicato al tema.

## Storia
Il Festival IT.A.CÀ nasce nel 2009 a Bologna con l'obiettivo di promuovere e sostenere il turismo responsabile e sostenibile.
La  prime edizioni del festival si sono tenute, nella durata di alcuni giorni, nel Bolognese, ma diverse tappe si sono unite anno dopo anno e IT.A.CÀ è via via cresciuto nel tempo fino a coinvolgere in tutti questi anni oltre 700 attori locali, nazionali e internazionali attivi nell’ambito del turismo, della cultura e dell’ambiente. Il progetto nazionale è una rete di attori che nell’alveo del turismo responsabile nazionale interagiscono in maniera innovativa e creativa, co-progettando contenuti, metodologie di partecipazione e pratiche di comunicazione sinergiche e integrate; sia come una vetrina promozionale degli stessi attori e del territorio, capace così di far emergere gli innumerevoli progetti legati al turismo sostenibile.

## Valori e missione
il Festival IT.A.CÀ (il cui nome richiama sia l’isola che fu patria di Ulisse che l’espressione dialettale bolognese “Sei a casa?”) promuove un’etica del turismo incentrata sul rispetto dei luoghi visitati, dell’ambiente e delle forme di vita che lo abitano. Attraverso una rete di eventi - trekking, biketour, itinerari urbani, workshop, conferenze, presentazioni libri, proiezione, attività sportive a contatto con la natura ed eventi culturali come musica, arte e teatro IT.A.CÀ si propone di far riflettere le istituzioni, i viaggiatori, l’industria e gli operatori turistici sul peso del turismo sostenibile nello sviluppo di un territorio, anche alla luce delle conseguenze sempre più evidenti della crisi climatica e dei conseguenti obiettivi dell’Agenda 2030 dell’ONU.
Gli eventi di carattere divulgativo, scientifico, didattico e sportivo del Festival IT.A.CÀ vogliono invitare i partecipanti - che siano istituzioni, operatori turistici, imprese o visitatori - a riflettere sui concetti di viaggio e ospitalità, di migrazione e di cittadinanza globale, di disuguaglianze e di sviluppo, avendo sempre come fil rouge il tema dello sviluppo sostenibile e socialmente responsabile del territorio.
La principale tematica di cui si occupa IT.A.CÀ è quindi la sostenibilità sotto tre diverse dimensioni: ambientale, economica e sociale. Quattro le aree tematiche in cui il Festival opera: la valorizzazione delle comunità locali; l’accessibilità e la mobilità; l’inclusione e l’integrazione; l’iperturismo (o sovraffollamento turistico).
La principale tematica di cui si occupa IT.A.CÀ è quindi la sostenibilità sotto tre diverse dimensioni: ambientale, economica e sociale. Quattro le aree tematiche in cui il Festival opera: la valorizzazione delle comunità locali; l’accessibilità e la mobilità; l’inclusione e l’integrazione; l’iperturismo (o overtourism).

## Edizioni del festival
Il tutto avviene in ottica di condivisione, co-progettazione, dialogo e sperimentazione. La scelta di portare IT.A.CÀ nel proprio territorio, presuppone di accettare le linee guida del festival, aderendo ai suoi valori e adottandone il format. Aderendo alla rete IT.A.CÀ si entra a far parte del coordinamento nazionale che fornisce a tutte le tappe l’immagine coordinata e i format di comunicazione legati alla brand identity, che vengono poi declinati localmente con l’utilizzo del logo sui materiali di comunicazione. Entrando nel programma nazionale ufficiale, si prende parte alla rete di organizzatori che annualmente con vari incontri definisce tematiche e contenuti del festival attraverso formazione e scambio collaborativo. Per ogni territorio ci sono 1/2 coordinatori che si incontrano e collaborano tutto l’anno per progettare insieme non solo il programma del festival, ma anche una vera e propria politica del territorio. Oltre ai coordinatori ogni tappa ha al suo interno 1 referente comunicazione che si interfaccia con il coordinamento nazionale e ufficio stampa condiviso per le uscite nazionali. Si prende così parte al progetto di partnership nazionale, che propone attività legate al partner scelto per l’edizione in essere.

### XIII Edizione -  2021: "Diritto di Respirare"
La tredicesima edizione di IT.A.CÀ ha avuto come tema il "Diritto di Respirare" e ha visto la partecipazione di 16 regioni e 25 tappe differenti, spalmate da maggio a novembre 2021. In particolare, l'edizione segna il debutto nel circuito della regione Sardegna con alcune tappe, tra cui quella di Lanusei (NU), svolta dal 24 settembre al 3 ottobre,  che ha assunto il ruolo di "incontro europeo".
Alla tappa di Taranto hanno partecipato sia esponenti dell'amministrazione locale che rappresentanti di "Lost in Education", parte del comitato UNICEF.
Durante l'incontro di Lanusei hanno partecipato, invece, rappresentanti europei tra cui esponenti dell'Anders Reisen Forum della Confederazione Italiana Sindacati Lavoratori per affrontare il tema del lavoro sottopagato, della giustizia sociale e del salario minimo.

### XIV Edizione - 2022: "Habitat – Abitare il Futuro"
L'edizione 2022 si è svolta con il tema della sostenibilità dell'abitare e del territorio. Rispetto alle edizioni precedenti, l'edizione 2022 ha visto l'organizzazione in convegni tematici, in collaborazione con diverse università d'Italia, tra cui Università di Cagliari e l'Università di Pavia.

## Riconoscimenti
Nel 2018, il festival ha ottenuto,  nella categoria “Non – Governamental Organizations”, l’UNWTO Award, il Premio dell’Organizzazione Mondiale del turismo dell’ONU per l‘eccellenza e l’innovazione nel turismo. La consegna del premio, che è stato attribuito al Festival per aver contribuito in modo innovativo, competitivo e sostenibile allo sviluppo del turismo, si è tenuta a Madrid nel corso della quattordicesima edizione dell'evento, dal 15 al 17 gennaio 2018: un’edizione che ha visto la presentazione di 150 progetti, 128 dei quali sono stati ammessi alla selezione e e di cui 14 sono arrivati in finale.
Nel 2022, Il Festival ha ottenuto il patrocinio del Ministero della Cultura italiano.